# Фрідріх Казимир Медікус
Фрідріх Казимир Медікус (нім. Friedrich Kasimir Medikus або нім. Friedrich Casimir Medicus, 6 січня 1736 — 15 липня 1808) — німецький ботанік та лікар, директор ботанічного саду в Мангеймі.

## Біографія
Фрідріх Казимир Медікус народився 6 січня 1736 року у німецькій комуні Грумбах (Глан), розташованій на землі Рейнланд-Пфальц.
Навчався у Тюбінгені, Страсбурзі та Хайдельберзі. Працював лікарем у Мангеймі. У 1761 році Фрідріх Казимир Медікус був призначений членом Баварської академії наук у Мюнхені. У 1762 році він став членом Імператорської академії натуралістів у Відні, а у 1763 році - членом Імператорської академії наук у Мангеймі. У 1766 році Медікус брав участь у створенні ботанічного саду. Він став директором ботанічного саду в Мангеймі. 
У 1769 році Фрідріх Казимир Медікус став почесним членом фізико-економічного товариства у Кайзерслаутерні, а роком пізніше його директором. Він зробив значний внесок у ботаніку, описавши багато видів насіннєвих рослин.
Фрідріх Казимир Медікус помер 15 липня 1808 року.

## Наукова діяльність
Фрідріх Казимир Медікус спеціалізувався на насіннєвих рослинах.
Він опублікував багато творів з ботаніки, садівництва, лісового господарства та медицини.

## Наукові праці
- Briefe an den Hern I.G. Zimmermann, über einige Erfahrungen aus der Arzneywissenschaft (Мангейм, 1766).
- Sur les rechûtes et sur la contagion de la petite vérole, deux lettres de M. Medicus, à M. Petit (Мангейм, 1767).
- Sammlung von Beobachtungen aus der Arzneywissenschaft. (Цюрих, 1764—1766).
- Geschichte periodischer Krankheiten (Карлсруе, 1764).
- Botanische Beobachtungen (Мангейм, 1780—1784)[7].
- Beiträge zur schönen Gartenkunst (Мангейм, 1782)[8].
- Über einige künstliche Geschlechter aus der Malven-Familie, denn der Klasse der Monadelphien (Мангейм, 1787)[9].
- Historia et Commentationes Academiae Electoralis Scientiarum et Elegantiorum Literarum Theodoro-Palatinae (1790).
- Pflanzen-Gattungen nach dem Inbegriffe sämtlicher Fruktifications-Theile gebildet mit kritischen Bemerkungen (Мангейм, 1792)[10].
- Über nordamerikanische Bäume und Sträucher, als Gegenstände der deutschen Forstwirthschaft und der schönen Gartenkunst (Мангейм, 1792).
- Critische Bemerkungen über Gegenständen aus dem Pflanzenreiche (Мангейм, 1793)[11].
- Geschichte der Botanik unserer Zeiten (Мангейм, 1793)[12].
- Unächter Acacien-Baum, zur Ermunterung des allgemeinen Anbaues dieser in ihrer Art einzigen Holzart (Лейпциг, 1794—1798)[13].
- Über die wahren Grundsätze der Futterbaues (Лейпциг, 1796).
- Beyträge zur Pflanzen-Anatomie, Pflanzen-Physiologie und einer neuen Charakteristik der Bäume und Sträucher (Лейпциг, 1799—1800).
- Entstehung der Schwämme, vegetabilische Crystallisation (Leyde, 1803).
- Fortpflanzung der Pflanzen durch Examen (Leyde, 1803)[14].
- Beiträge zur Kultur exotischer Gewächse (Лейпциг, 1806